# Ornolac-Ussat-les-Bains
Ornolac-Ussat-les-Bains is een gemeente in het Franse departement Ariège (regio Occitanie) en telt 208 inwoners (2005). De plaats maakt deel uit van het arrondissement Foix.

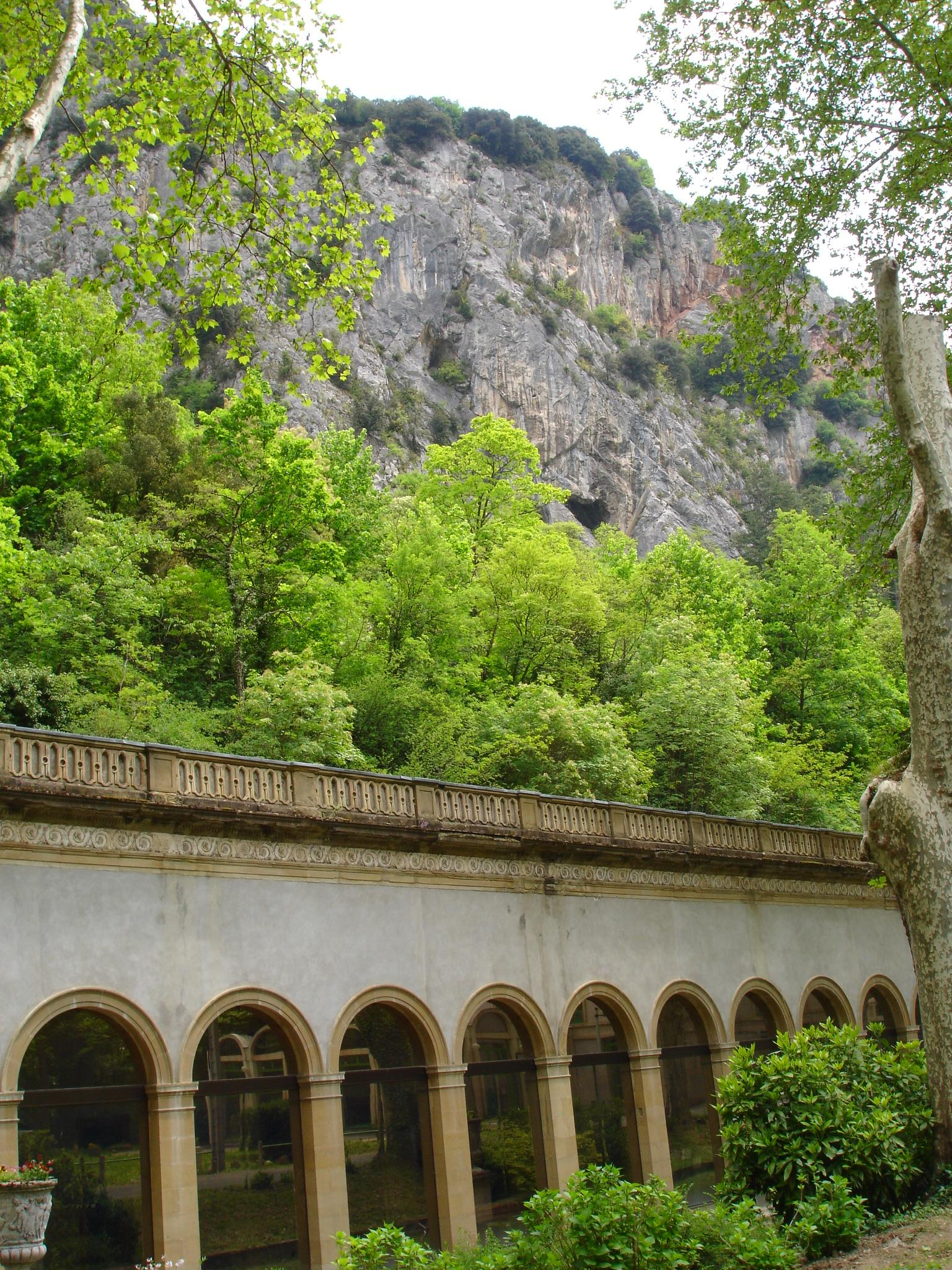
Therme

## Geografie
De oppervlakte van Ornolac-Ussat-les-Bains bedraagt 11,9 km², de bevolkingsdichtheid is 17,5 inwoners per km².

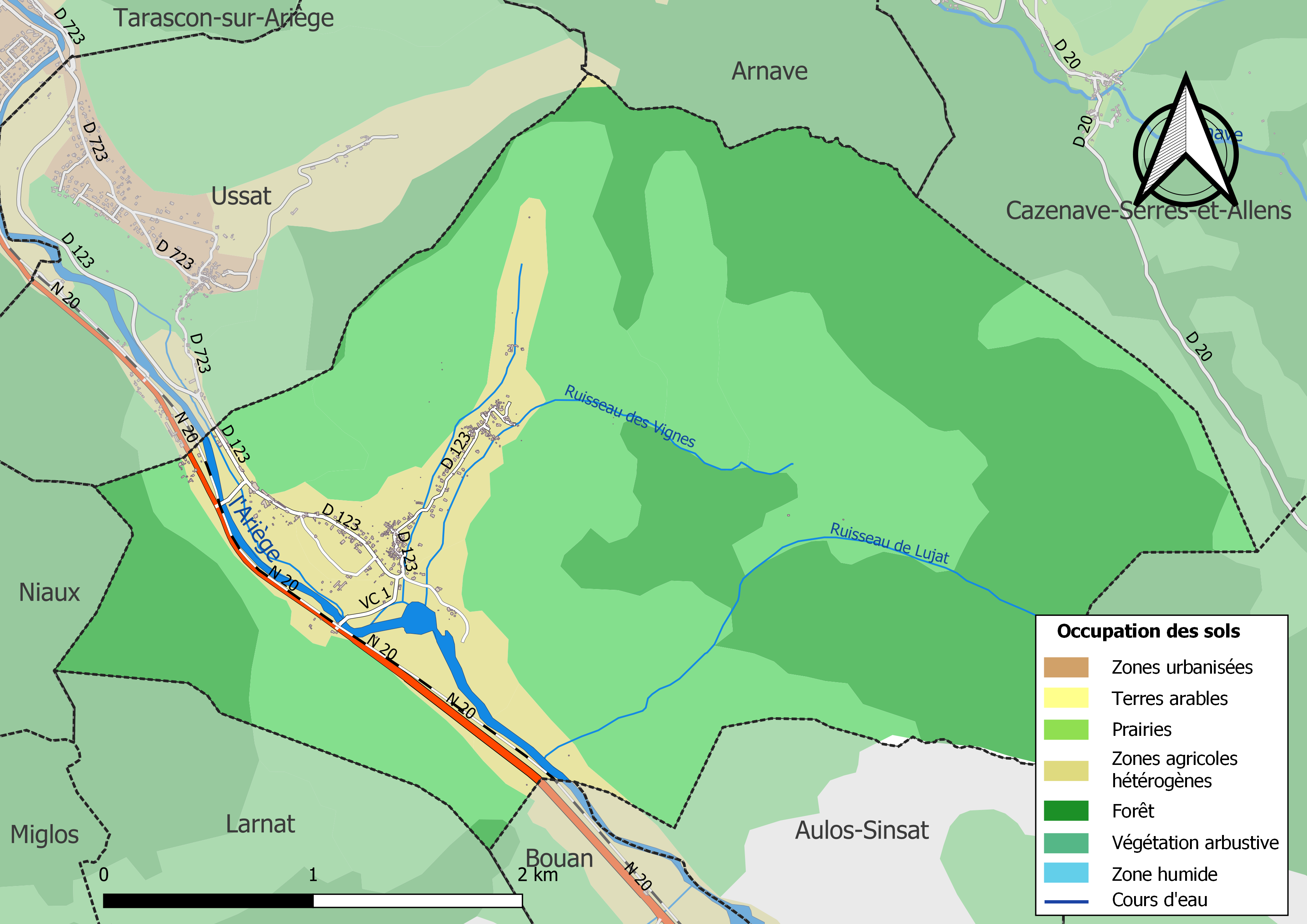
Kaart van de gemeente met de belangrijkste infrastructuur, bodemgebruik en omliggende gemeenten

## Demografie
Onderstaande figuur toont het verloop van het inwonertal (bron: INSEE-tellingen).

Vanwege een beveiligingsprobleem met de MediaWiki Graph-software is het momenteel niet mogelijk deze grafiek weer te geven. Zodra de software is bijgewerkt zal de grafiek vanzelf weer zichtbaar worden.